# Glandas Toussaint
Glandas Marie Erick Toussaint (ur. 19 maja 1965 w Grande Savane) – haitański duchowny rzymskokatolicki, w latach 2011-2018 biskup pomocniczy Port-au-Prince, od 2018 biskup Jacmel.

## Życiorys
Święcenia kapłańskie przyjął 13 listopada 1994 i został inkardynowany do archidiecezji Port-au-Prince. Pracował jako duszpasterz parafialny, zaś od 2008 był jednocześnie szefem Caritasu na poziomie archidiecezji.
12 stycznia 2011 został mianowany biskupem pomocniczym Port-au-Prince oraz biskupem tytularnym Senez. Sakry biskupiej udzielił mu 26 marca 2011 bp Joseph Lafontant.
8 grudnia 2018 otrzymał nominację na biskupa diecezji Jacmel.